# Schloss Gotterau
Schloss Gotterau ist ein ehemaliger Edelsitz in der Ortschaft Freindorf bei Ansfelden.

## Geschichte
Die erste gesicherte Erwähnung des Schlosses findet sich in einem Pachtvertrag aus dem Jahr 1583, dass sich schon viel früher ein Gebäude an dieser Stelle befunden haben muss, ist jedoch anzunehmen. Die „Stroblmühle“, wie die Liegenschaft genannt wurde, war im Besitz des Augustiner-Chorherrenstiftes St. Florian und wurde von ebendiesem verpachtet, in diesem Fall an den Müller Stephan Aufischer und seine „eheliche Hausfrau“ Ursula. Aus diesem Vertrag geht auch hervor, dass der Probst von St. Florian gelegentlich dort weilte, was wohl auch dazu führte, dass Probst Matthias Gotter um 1646 bei Kaiser Leopold I. um die Erhebung zu einem Edelsitz ansuchte und ebendiesem den Namen „Gotterau“ zuwies.
1726 wurde die Mühle vererbrechtet, der nunmehrige Besitzer hieß Thomas Krug, der Freisitz Gotterau verblieb dabei im Eigentum des Klosters und diente dem „Rekreationsaufenthalt“. Am 28. August 1758 wurden der Gebäudekomplex, die Mühle, das Schloss und der dazugehörige Zehentstadel, durch Blitzschlag entzündet, die Gebäude brannten bis auf die Grundmauern nieder und mussten neu erbaut werden. 1802 brach wieder ein Brand aus, der den Gebäuden stark zusetzte. Am 11. Juli 1837 schloss die 31-jährige Besitzerin der Mühle zu Freindorf, Theresia Krug, die Ehe mit dem acht Jahre jüngeren Scharmüllersohn Johann Grillmayr, beide übernahmen die Mühle, deren Wohngebäude anscheinend 1842 bei einem neuerlichen Brand zerstört wurde. Sie bemühten sich nun, auch das Schlossgebäude anzukaufen, dem Stift kam dies durchaus gelegen, schwelte doch ein Rechtsstreit mit Johann Grillmayr, da zwei Grundparzellen der Mühle im Zuge der Aufnahme des franziszäischen Katasters dem Kloster zugesprochen wurden. 1845 reichten beide Parteien ein Gesuch an die K.k. Hofkanzlei bezüglich des Verkaufes ein, die Vertragsunterzeichnung erfolgte am 26. November 1846, der Kaufpreis von 4250 Gulden wurde vom Stift zum Ankauf eines Grundstückes der alleinstehenden Besitzerin des „Wirtshauses zu Freindorf“ genutzt, um darauf einen neuen Zehentstadel und das heute noch bestehende „Kastenhaus“ zu errichten.
1903 kaufte der aus Stuttgart stammende Gottlob Friedrich Lell Schloss und Mühle in Freindorf und errichtete eine der ersten Buntpapierfabriken Österreichs, Hauptabnehmer war lange Zeit die Firma Heinrich Franck und Söhne in Linz. Zur Zeit der Wirtschaftskrise ging die Produktion stark zurück, der „Anschluss“ ans deutsche Reich sorgte für einen enormen Aufschwung, sodass die Produktion auch zu Kriegszeiten ausgelastet war. Nach 1945 wurde der Betrieb als „deutsches Eigentum“ beschlagnahmt und erst 1955 von der amerikanischen Besatzungsmacht rückgestellt, der Export, vor allem in afrikanische Länder, sorgte für eine gute Auftragslage.
Gottlob Friedrich Lell war Vorreiter in Sachen Technisierung, neben dem Stromaggregat besaß er schon 1906 zwei Automobile, der Betrieb war als einer der ersten in Ansfelden ans Telefonnetz angeschlossen, Krankenversicherung und Arbeiterwohnungen waren ebenfalls Standard. Auf ihn geht auch die Gründung der Freiwilligen Feuerwehr Freindorf zurück.